# Зерсенай Тадесе
Зерсенай Тадесе  (англ. Zersenay Tadesse, 8 лютого 1982) — еритрейський легкоатлет, який спеціалізується в бігові на довгі дистанції. Бронзовий призер Олімпійських ігор 2004 року і срібний призер чемпіонату світу 2009 року на дистанції 10000 метрів. Багаторазовий призер і переможець чемпіонатів світу з кросу. П'ятиразовий чемпіон світу з напівмарафону в особистій першості. Станом на липень 2017 року володіє світовими рекордами в бігові на 20 кілометрів і в напівмарафоні.
Є володарем єдиної олімпійської медалі для Еритреї.

## Життєпис
Зерсенай Тадесе народився в селі Аді-Бана, передмісті Мендефери. Його батько, Тадесе Хабтесіласе і мати Лючіа, фермери, власники найбільшої кількості овечок і великої рогатої худоби у селі. Змалку Тадесе займався випасом худоби і оранкою землі. Також у нього є 5 братів, 4 з яких старші за нього, і молодша сестра. Сім'я була небагата, і більшу частину свого дитинства юний Зерсенай проходив без взуття. Найближча школа розташовувалася на відстані чотирнадцяти кілометрів від доми. У роки свого навчання він щодня бігав до школи і назад. Попри це, його улюбленим видом спорту був велоспорт. Тадесе постійно слухав по радіо про змагання, які проходили в країні і мріяв брати участь у них. 2001 року батько купив йому гоночний велосипед. Через деякий час він вирушив до Мендефери для участі у змаганнях. Спочатку він був багатообіцяючим спортсменом, оскільки обіграв кількох відомих велогонщиків. Через шість тижнів після початку кар'єри велосипедиста його відсторонили від подальшої участі у змаганнях. Справа в тому, що під час однієї з велогонок він виштовхнув усіх своїх суперників за межі траси. В результаті цього інциденту комітет велоспорту Мендефери заборонив йому брати участь у змаганнях у цьому місті. Тадесе довелося полишити мрії про кар'єру велосипедиста, оскільки жодної іншої можливості потрапити на змагання у нього не було. Втім, за словами самого Тадесе, велосипедний спорт сильно вплинув як на його становлення як спортсмена, так і на розвиток фізичної витривалості.

## Спортивна кар'єра

### Рання кар'єра
На початку 2002 року, під час уроків, до класу зайшов учитель на ім'я Фітсум і попросив узяти участь у змаганнях з бігу за свою школу. У цей момент один з його однокласників, який бачив, що Тадесе бігає кожного дня до школи, підняв руку і запропонував його кандидатуру. Вчитель, всупереч бажанням Тадесе, наполіг на його участі. Наступного дня він став переможцем 3-кілометрового забігу. Через деякий час він став переможцем районних змагань, обігравши відомого бігуна Текле Менгістіба.
Чотири місяці по тому Тадесе взяв участь у змаганнях провінції Дебуб, які проходили в місті Адді-Кэйїх. Цього разу він біг дистанцію 12 кілометрів. Замість спортивного одягу і кросівок він надів футбольну майку і велосипедні черевики, які були йому великі і створювали проблеми. Тадесе посів 2-ге місце, програвши більш досвідченому і психологічно підготовленому спортсменові на ім'я Гайїм. Два місяці по тому він взяв участь у чемпіонаті Еритреї з кросу. Тут він вперше побачив тодішнього найвідомішого бігуна країни Йонаса Кіфле. Тадесе посів 3-тє місце, позаду Йонаса Кіфле і Тесфіта Берхе.
Наступним змаганням для нього стала участь у напівмарафоні в Массауа, де він посів 2-ге місце позаду Йонаса Кіфле. У результаті цих досягнень він увійшов до складу збірної країни для участі в чемпіонаті світу з кросу в Дубліні. Участь в чемпіонаті світу з кросу 2002 стала першим міжнародним змаганням у його кар'єрі. Як спортсмен-початківець, він ще жодного разу не стартував під постріл пістолета. «Під звук пістолета бігуни рвонули як куля, а я розгубився і пропустив вперед майже всіх спортсменів. Це був досвід, який я ніколи не забуду. Я дуже пишався тим, що посів 30-те місце в цьому забігові», — пізніше згадував Зерсенай Тадесе. Наступним великим змаганням була участь у чемпіонаті світу з напівмарафону 2002, на якому він посів 21-ше місце з результатом 1:03.05. Через 2 місяці він посів 6-те місце на чемпіонаті Африки 2002 року на дистанції 10 000 метрів.
Сезон 2003 року розпочав з участі в чемпіонаті Східної Африки з напівмарафону, який відбувся 9 лютого в Массауа. Він виграв з результатом 1:05.32. На чемпіонаті світу з кросу 2003 в Лозанні посів 9-те місце. Через 3 місяці став переможцем змагань KBC Night of Athletics в бігу на 5000 метрів з новим національним рекордом — 13.11,07. 7 червня того самого року посів 6-те місце на дистанції 3000 метрів на змаганнях Meeting de Atletismo Sevilla. На чемпіонаті світу 2003 року в Парижі посів 8-ме місце на дистанції 5000 метрів з результатом 13.05,57 — це національний рекорд. Спортивний сезон завершив участю в чемпіонаті світу з напівмарафону, на якому посів 7-ме місце в особистій першості, показавши час 1:01.26.

### 2004—2009
На початку 2004 року Тадесе підписав контракт з іспанським відділенням компанії Adidas. 1 лютого в складі команди CA Adidas став володарем кубка Європи з кросу серед спортивних клубів. Через півтора місяця, на чемпіонаті світу з кросу 2004 року, він посів 6-те місце в особистій першості, а також став володарем бронзової медалі в командному заліку. Збірна Еритреї вперше у своїй історії піднялася на п'єдестал пошани на чемпіонатах світу з кросу. Через 2 місяці став срібним призером 10-кілометрового пробігу Great Manchester Run з результатом 27.59. 13 червня на змаганнях Meeting Internacional d'Athletisme de Gava став переможцем на дистанції 10 000 метрів з новим національним рекордом 27.32,61. 2 липня на змаганнях Golden Gala посів 15-те місце в бігу на 5000 метрів, показавши результат 13.13,74. Найбільшого успіху у своїй кар'єрі Тадесе домігся на олімпійських іграх в Афінах, де став першим спортсменом з Еритреї, якому вдалося завоювати олімпійську медаль. У фінальному забігу на 10 000 метрів, який проходив при палючому сонці і температурі навколишнього повітря вище 30 °C, він завоював бронзову медаль, пропустивши вперед двох ефіопських стаєрів Кененісу Бекеле і Сілеші Сігіне. Його результат 27.22,57 став новим національним рекордом. Також, на Олімпіаді в Афінах він взяв участь у бігу на 5000 метрів. 25 серпня за підсумками попередніх забігів посів 11-те місце. У фінальному забігові, 28 серпня, фінішував на 7-му місці з результатом 13.24,31.
Сезон 2005 року розпочав з другої перемоги на чемпіонаті Європи з кросу серед спортивних клубів. 20 березня на чемпіонаті світу з кросу 2005 року посів 2-ге місце в особистій першості. 13 травня на змаганнях Qatar Athletic Super Grand Prix взяв участь на дистанції 3000 метрів, де посів 7-ме місце з особистим рекордом 7.39,93.

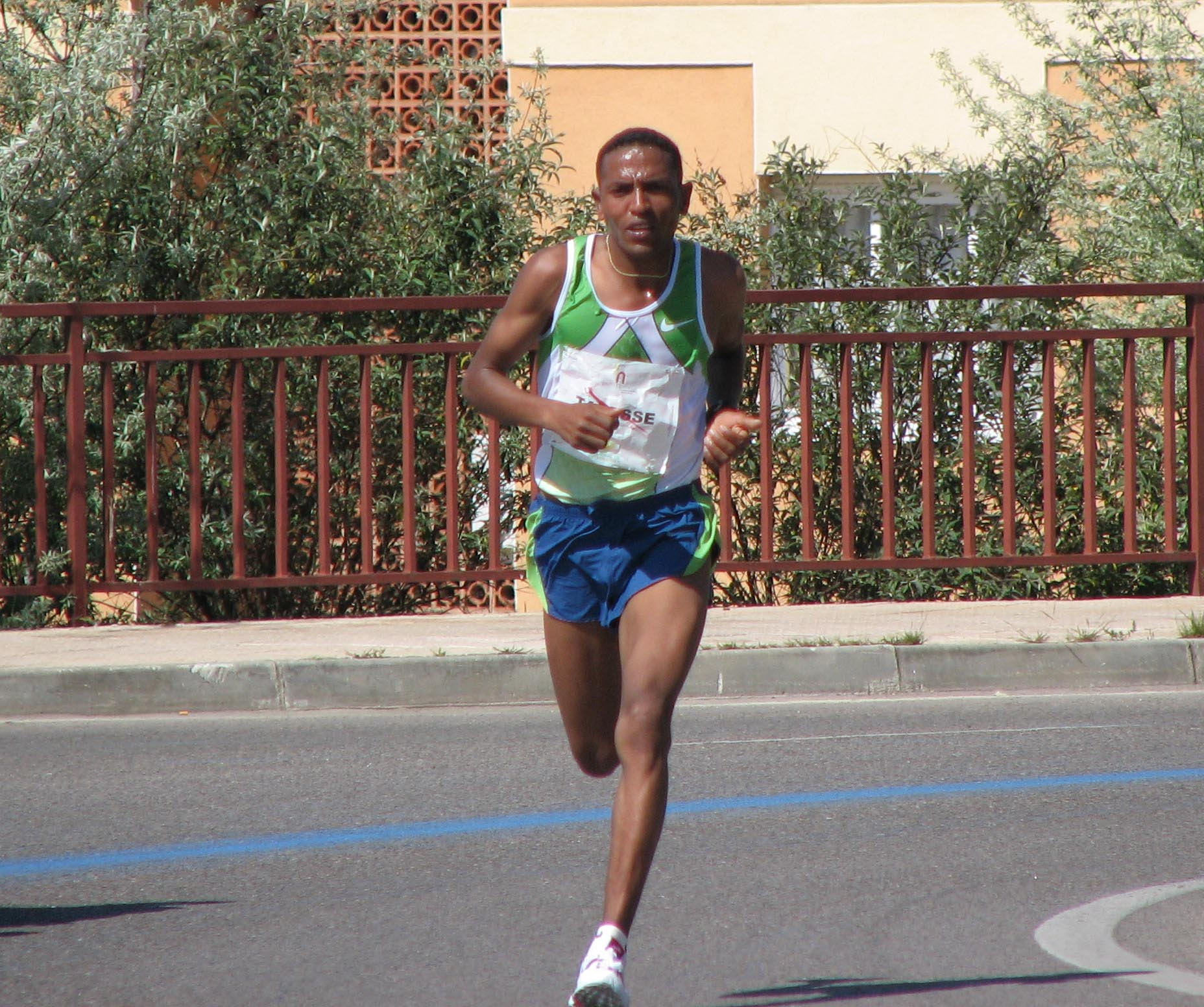
Тадесе на напівмарафоне в Касересі 2007 року

Спортивний сезон 2006 року розпочав з участі в чемпіонаті світу з кросу, який проходив у Фукуоці. В особистій першості посів 4-те місце, а також виграв срібну медаль у командній першості. 21 травня взяв участь у пробігу Great Manchester Run. Всю дистанцію біг у щільній групі, і лише за 400 метрів до кінця дистанції в результаті фінішного прискорення випередив своїх суперників, включаючи Фабіано Наасі та Боніфація Кіпропа. У підсумку він переміг з національним рекордом — 27.36, а також це 2-й результат сезону в світі. 14 липня на змаганнях Golden Gala посів 9-те місце в бігу на 5000 метрів з результатом 12.59,27 — цей час і донині є його особистим рекордом. 25 серпня того самого року Тадесе взяв участь в меморіалі Ван-Дама. На дистанції 10 000 метрів він посів 2-ге місце з національним рекордом. З цим результатом він займає 8-ме місце в списку найшвидших бігунів на цій дистанції за всю історію. Спортивний сезон завершив перемогою на чемпіонаті світу з бігу по шосе.
2007 рік розпочав з перемоги на чемпіонаті світу з кросу. 19 липня став переможцем Всеафриканських ігор на дистанції 10 000 метрів з рекордом ігор — 27.00,30, який станом на липень 2017 року залишається неперевершеним. Узяв участь у чемпіонаті світу в Осаці в бігу на 10000 метрів. Тадесе лідирував протягом 8000 метрів, однак не зміг утримати такого темпу і фінішував на 4-му місці. Через місяць після чемпіонату він виграв 10-мильний пробіг Dam tot Damloop. 14 жовтня вдруге в кар'єрі виграв чемпіонат світу з напівмарафону з результатом 58.59.
Олімпійський 2008 рік Тадесе розпочав з кросового пробігу Great Edinburgh International Cross Country, який відбувся 12 січня. На ньому він посів 2-ге місце, поступившись однією секундою ефіопові Кененісі Бекеле. 3 лютого став переможцем щорічного кросу Cinque Mulini, який проводиться в італійській комуні Сан-Вітторе-Олона. 30 березня став бронзовим призером чемпіонату світу з кросу. 18 травня взяв участь у 10-кілометровому пробігові World 10K Bangalore. Спортсмени стартували вранці, але вже до того часу повітря прогрілося до 25 °C. До середини дистанції він разом з угандійцем Мозесом Кіпсіро був лідером забігу. Перед стадіоном Срі Кантірава, на якому розташований фініш пробігу, Мозес Кіпсіро був попереду Тадесе. В результаті фінішного прискорення по синтетичній доріжці стадіону Тадесе вдалося випередити угандійського стаєра на 3 секунди і стати переможцем пробігу з результатом 27.51. За перемогу він отримав грошову винагороду в розмірі 20 000 доларів США. 31 травня вперше в сезоні виступив на біговій доріжці. На змаганнях Gran Premio Gobierno de D'aragón de Atletismo в Сарагосі він посів 3-тє місце на дистанції 3000 метрів, показавши час 7.45,25. На олімпійських іграх у Пекіні він як і чотири роки тому біг дистанцію 10000 метрів. У фінальному забігові, який відбувся 17 серпня,також взяв участь і його рідний брат Кідане Тадесе. Весь забіг Тадесе тримався серед лідерів, на позначці 7000 і 8000 метрів він був першим, але в підсумку фінішував на 5-му місці. Він лише на 1 секунду програв бронзовому призерові кенійцеві Міці Коґо. Його брат фінішував на 12-му місці. 12 жовтня він втретє у своїй кар'єрі став чемпіоном світу з напівмарафону. Також за підсумками напівмарафону він разом з партнерами по команді посів 2-ге місце в командному заліку.
Першим великим змаганням 2009 року став чемпіонат світу з кросу. В особистій першості він посів 3-тє місце, а також з партнерами по команді став бронзовим призером у командному заліку. 26 квітня вперше у своїй кар'єрі взяв участь у марафоні, стартувавши на Лондонському марафоні. Однак, зійшов з дистанції після позначки 35 кілометрів. 27 червня вперше за три роки взяв участь у бігу на 5000 метрів. На змаганнях Gran Premio de Andalucia в Малазі переміг з результатом 13.07,02. 17 серпня на чемпіонаті світу в Берліні виступив у бігу на 10000 метрів. Тадесе захопив лідерство після позначки 5000 метрів. Після позначки 9000 метрів він як і раніше лідирував, за ним в безпосередній близькості біг ефіоп Кененіса Бекеле. Після того, як залишилось одне коло до фінішу, Бекеле вийшов уперед і фінішував з рекордом чемпіонатів світу, а Тадесе виграв срібну медаль — 26.50,12. Ця медаль стала першою і поки єдиною для збірної Еритреї, завойованою на чемпіонатах світу. Спортивний сезон завершив перемогою на чемпіонаті світу з напівмарафону з результатом 59.35.

### 2010— дотепер
Першим стартом 2010 року був Лісабонський напівмарафон. Головною метою організаторів напівмарафону було встановлення світового рекорду. Для цього вони змінили маршрут дистанції, зробивши його швидкіснішим, тобто знизили до мінімуму перепад висот на трасі. Також за встановлення світового рекорду було призначено суму 50 000 €. Тадесе попросив організаторів змагань надати йому пейсмейкеров, щоб побити світовий рекорд. 21 березня на старт напівмарафону вийшло понад 30 000 осіб. Від самого старту на лідируючі позиції вийшли марокканський стаєр Джауад Гаріб і кенійські бігуни Метью Кісоріо і Семмі Кітвара. У цій самій групі біг Тадесе. Після 9-го кілометра він вийшов на перше місце і ніхто не зміг підтримати такий високий темп. На позначці 10 км він показав результат 27.53. Позначку 15 км він пройшов з часом 41.33 — це було лише на 4 секунди гірше від тогочасного світового рекорду, який належав Феліксові Лімо. На відмітці 20 км був показаний результат 55.21 — це був новий світовий рекорд, на 27 секунд швидше за колишній рекорд Хайле Гебрселассіє — 55.48. Тадесе фінішував з новим світовим рекордом — 58.23. Таким чином він побив рекорд Семюела Ванджиру — 58.33, який той встановив 2007 року. Наприкінці року він взяв участь у чемпіонаті світу з напівмарафону. Першу половину дистанції бігуни бігли щільною групою, серед яких був Тадесе. До позначки 15 кілометрів лідерами забігу були чотири людини, це Сілас Кіпруто, Семмі Кітвара, Вілсон Кіпроп і Зерсенай Тадесе. На 53-й хвилині бігу лідирував Тадесе, за ним біг Кіпроп. Результат забігу вирішився, коли до фінішу залишалося трохи більш як 100 метрів. Кіпроп зробив фінішний ривок, який Тадесе не зміг витримати, і в підсумку переміг з результатом 1:00.07. Кенійський бігун Вілсон Кіпроп перервав чотирирічну гегемонію еритрейського стаєра.

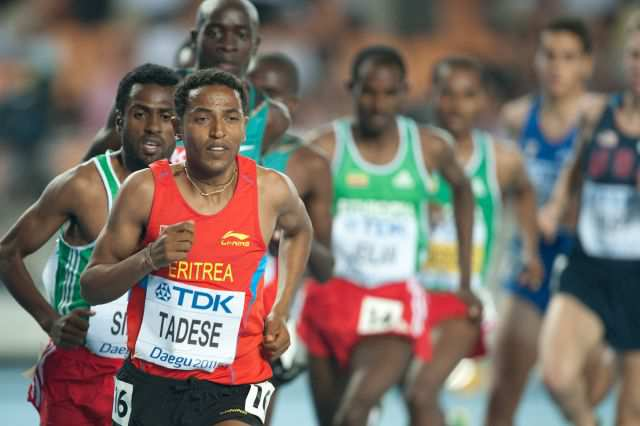
Тадесе лідирує на чемпіонаті світу 2011 року

Першим змаганням 2011 року став Лісабонський напівмарафон, який він виграв з другим часом за всю історію — 58.30. 3 червня посів 5-те місце на змаганнях Prefontaine Classic у бігу на 10000 метрів, показавши результат 26.51,09. 22 липня виграв Míting Internacional d'Atletisme Ciutat de Barcelona на дистанції 5000 метрів — 12.59,32. На чемпіонаті світу в Тегу він біг на дистанції 10000 метрів, посівши 4-те місце з часом 27.22,57. 18 вересня став переможцем напівмарафону Порту з рекордом траси 59.30. Спортивний сезон завершив перемогою на 10-кілометровому пробігу São Silvestre de Luanda в Луанді (Ангола). Тадесе показав результат 27.44. За перемогу він отримав грошовий приз у розмірі 15000 доларів США.
Олімпійський 2012 рік розпочався для спортсмена з 3-го місця на шосейному 10-кілометровому пробігові World's Best 10K. 25 березня втретє поспіль став переможцем Лісабонського напівмарафону з результатом 59.34. 22 квітня вийшов на старт Лондонського марафону. На ньому посів 14-те місце, показавши час 2:10.41. На Олімпіаді в Лондоні біг на дистанції 10000 метрів, на якій посів 6-те місце з результатом 27.33,51. На церемонії закриття олімпійських ігор був прапороносцем збірної Еритреї. 6 жовтня він уп'яте став чемпіоном світу з напівмарафону в особистій першості, показавши результат 1:00.19. Разом з партнерами по команді, Тевелде Естіфаносом і Кіфломом Сіумом, також став срібним призером у командному заліку.
Сезон 2013 року розпочав з участі в пробігу World's Best 10K, на якому посів 7-ме місце з результатом 29.08. Наступним змаганням для Тадесе став Празький напівмарафон. Напередодні змагань організатори пробігу оголосили про грошову винагороду в розмірі 100000 євро за встановлення світового рекорду. Сам спортсмен заявив, що буде намагатися побити власний світовий рекорд. 6 квітня він став переможцем напівмарафону, показавши час 1:00.10. У фінішному спринті йому вдалося виграти у свого співвітчизника Амануеля Меселя. Після фінішу Тадесе розповів, що показати хороший результат йому не дозволила холодна погода — лише 4 °C вище нуля і легке нездужання напередодні старту. Втім, за словами спортсмена, він дуже щасливий, що зміг стати переможцем. 19 травня 2013 року Тадесе виграв напівмарафон Гіфу з рекордом траси — 1:00.31.
13 жовтня взяв участь у Чиказькому марафоні, на якому зійшов після першої половини дистанції. Останнім стартом 2013 року став 10-кілометровий пробіг São Silvestre de Luanda, який щорічно проводиться в Луанді. На тому, 58-му за ліком пробігові, він посів 5-те місце з результатом 28.43.
Першим міжнародним стартом 2014 року став чемпіонат світу з напівмарафону. Старт відбувся о 12:55 за місцевим часом. До позначки 12 кілометрів він біг у щільній групі лідерів, проте потім став поступово відставати, а в лідери вирвався Джеффрі Кіпсанг. До позначки 15 кілометрів він програвав лідеру 3 секунди. У підсумку на фініші Тадесе посів 4-те місце з результатом 59.38. Також він став чемпіоном в командному заліку.
18 травня посів 2-ге місце на Напівмарафоні Гіфу з результатом 1:01.34. 7 вересня посів 8-ме місце на напівмарафоні в Луанді — 1:01.45. 5 жовтня посів 5-те місце на Португальському напівмарафоні, показавши результат 1:03.29.
7 лютого 2015 року став переможцем напівмарафону в місті Массауа з результатом 1:01.37. 29 листопада взяв участь у напівмарафоні Делі, де фінішував на 3-му місці — 59.24. Цей результат став найкращим для нього за останні 4 роки.
2016 року виступив на 3-х міжнародних змаганнях. 24 квітня Зерсенай став срібним призером Стамбульського напівмарафону, показавши час 1:00.31. 27 травня виступив на етапі Діамантової ліги Prefontaine Classic, де фінішував на 6-му місці з результатом 27.00,66. 16 червня він вперше за останні 5 років взяв участь в забігу на 5000 метрів. На змаганнях Stockholm Bauhaus Athletics посів 10-те місце — 13.26,23.

## Особисте життя
16 листопада 2008 року одружився з Мерхавіт Соломон. Весілля відбулося в Асмері. На святкуванні були присутні 2500 гостей, також весілля транслювали в прямому ефірі на центральному телеканалі Еритреї. Зараз у них підростає трирічна дочка. Тренується він в Еритреї та Іспанії. У Мадриді розташований його другий дім, в якому він проживає значну частину спортивного сезону. Нині з ним співпрацюють іспанські фахівці, це тренер Херонімо Браво і менеджер Хулія Гарсія Фернандес.
Є фанатом футбольного клубу «Реал Мадрид». Його кумири це Зінедін Зідан і Кріштіану Роналду.

## Нагороди
- Лауреат премії AIMS «World's Fastest Time Award» 2010 року[62].

## Тактика бігу
Під час проходження напівмарафону дотримується рівномірного бігу. Першу половину дистанції тримається в лідируючій групі, а потім поступово відривається від неї. Зазвичай суперники не витримують «вбивчого» темпу бігу. Середній темп бігу становить близько 2.50/км.
На біговій доріжці спеціалізується на дистанції 10000 метрів, хоча також стартує і в бігу на 3000 та 5000 метрів. Володіє достатньою витривалістю, щоб показувати результати світового рівня. Його особистий рекорд на 10000 метрів дорівнює 26.37,25 — 8-ме місце в списку найшвидших на цій дистанції за весь час. Фінішний ривок не є його сильною стороною, тут він поступається більш швидкісним легкоатлетам. Втім, на чемпіонаті світу в Берліні 2009 року останній кілометр бігу на 10000 метрів пробіг за 2.36,29.

## Програма тренувань
Процес підготовки до змагань для Тадесе складається з тренувань на високогір'ї в околицях Асмери і рівнинних тренувань у Мадриді. У Асмері його наставником є тренер Аклілу Могос. Середньорічний біговий обсяг становить 165—170 кілометрів на тиждень, при цьому темп бігу становив 2.50/км. Під час підготовки до шосейних змагань, зокрема до чемпіонату світу з напівмарафону 2009 року обсяг бігу збільшувався до 200 км на тиждень. Також присутні спеціалізовані тренування, що включають в себе пробігання відрізків довгого спринту (600 метрів) в темпі 2.30/км і відрізків середньої дистанції (1000 — 3000 метрів) при швидкості бігу 2.35/км — 2.40/км.

## Виступи на Олімпіадах
| Олімпіада  | Дисципліна           | Місце |
| ---------- | -------------------- | ----- |
| Афіни 2004 | біг на 5000 метрів   | 7     |
| Афіни 2004 | біг на 10 000 метрів | 3     |
| Пекін 2008 | біг на 10 000 метрів | 5     |